# Anthony Rougier
Anthony Rougier, plus connu sous le nom de Tony Rougier (né le 17 juillet 1971 à Sobo à Trinité-et-Tobago), est un footballeur international trinidadien, qui évoluait au poste de milieu de terrain, avant de devenir ensuite entraîneur.

## Biographie

### Carrière de joueur

#### Carrière en sélection
Avec l'équipe de Trinité-et-Tobago, il joue 67 matchs (pour 5 buts inscrits) entre 1995 et 2005. 
Il figure dans le groupe des sélectionnés lors des Gold Cup de 1996, de 1998 et de 2000. Il atteint les demi-finales de la compétition lors de l'année 2000.
Il joue 23 matchs comptant pour les tours préliminaires de la Coupe du monde, lors des éditions 1998, 2002 et 2006.

## Palmarès
| United Petrotrin - Coupe de Trinité-et-Tobago (1) : - Vainqueur : 1993. - Coupe Toyota Classic de Trinité-et-Tobago (1) : - Vainqueur : 2006. |  | Raith Rovers - Championnat d'Écosse D2 (1) : - Champion : 1994-95. |

| Hibernian - Championnat d'Écosse D2 (1) : - Champion : 1998-99. |  | Reading - Championnat d'Angleterre D3 (1) : - Vice-champion : 2000-01. |